# Антиармянские настроения в Азербайджане
Антиармянские настроения или армянофобия широко распространены в Азербайджане, в основном из-за конфликта вокруг Нагорного Карабаха, они сопровождаются массовой фальсификацией истории и уничтожением культурного наследия. По данным Европейской комиссии по борьбе с расизмом и нетерпимостью, армяне являются «самой уязвимой группой в Азербайджане в сфере расизма и расовой дискриминации». Согласно опросу, проведенному в 2012 году, 91 % азербайджанцев воспринимают Армению как «главного врага Азербайджана». Слово «армянин» (erməni) широко используется в Азербайджане как оскорбление. «Негативные стереотипы об армянах присутствуют в большинстве средств массовой информации в Азербайджане. Эти стереотипы в некоторой степени разделяются в обществе, и они определённо не возникают на пустом месте. Стереотипы, циркулирующие в СМИ, имеют глубокие корни в сознании общества.». В конце августа 2022 года, комитет ООН по ликвидации расовой дискриминации опубликовал выводы по Азербайджану, в которых отмечалась обеспокоенность о серьёзных нарушениях прав человека, совершенных азербайджанскими вооружёнными силами в отношении военнопленных и других находящихся под защитой лиц армянской этнической или национальной принадлежности. Он также был обеспокоен сообщениями об уничтожении армянского культурного наследия, в том числе церквей, памятников, достопримечательностей и кладбищ
На протяжении XX века армяне и мусульманские жители Кавказа — азербайджанцы, которых до 1918 года называли «кавказскими» или «азербайджанскими татарами» — были вовлечены в многочисленные конфликты. Погромы, массовые убийства и войны укрепили оппозиционные этнические идентичности между двумя группами и способствовали развитию национального самосознания как среди армян, так и среди азербайджанцев. С 1918 по 1920 годы в Азербайджане происходили организованные убийства армян, особенно в армянских культурных центрах в Баку и Шуше, находившихся в составе Российской империи.
Однако современная армянофобия в Азербайджане уходит своими корнями в последние годы существования Советского Союза, когда армяне Нагорного Карабаха потребовали от московских властей передать Армянской ССР входившую в Азербайджанскую ССР, но населенную в основном армянами, Нагорно-Карабахскую автономную область. В ответ на эти требования армян в разных городах прошли антиармянские митинги, в которых националистические группы разжигали антиармянские настроения, что привело к погромам в Сумгаите, Кировабаде и Баку. С 1988 по 1990 год приблизительно 300 000—350 000 армян либо бежали под угрозой насилия, либо были депортированы из Азербайджана, и примерно 167 000 азербайджанцев были вынуждены бежать из Армении, часто в условиях насилия.
Споры по поводу принадлежности Нагорного Карабаха в конечном итоге переросли в крупномасштабный военный конфликт, в ходе которого армянские силы взяли под контроль большую часть бывшей НКАО и семь прилегающих районов. По данным HRW, систематические нарушения прав человека совершались местными армянскими силами Карабаха и правительствами Азербайджана и Армении. Прекращение огня было достигнуто в 1994 году, после чего самопровозглашённая Нагорно-Карабахская Республика стала де-факто независима, а де-юре находится внутри границ Азербайджана. Неразрешенный конфликт с Арменией из-за Нагорного Карабаха, а также присутствие в Азербайджане до 880 000 беженцев и вынужденных переселенцев значительно способствовали ухудшению экономической, социальной и политической ситуации в Азербайджане, где около 14 % территории страны были оккупированы армянскими силами. На армян обрушивается риторика ненависти: правительственные чиновники, средства массовой информации и школьные учебники на протяжении десятилетий дегуманизировали армян, изображая их злейшими врагами азербайджанцев.
В Азербайджане армянское происхождение считается компроматом.
Как отмечает «Freedom House» с 1990-х годов правительство Азербайджана проводит политику дискриминации этнических армян, граждан Армении, а также их потомков. В своем отчете организация отмечает, что правительство Азербайджана культивирует политику крайней враждебности по отношению к этническим армян в образовательных, культурных, политических и военных компонентах

## Ранний период

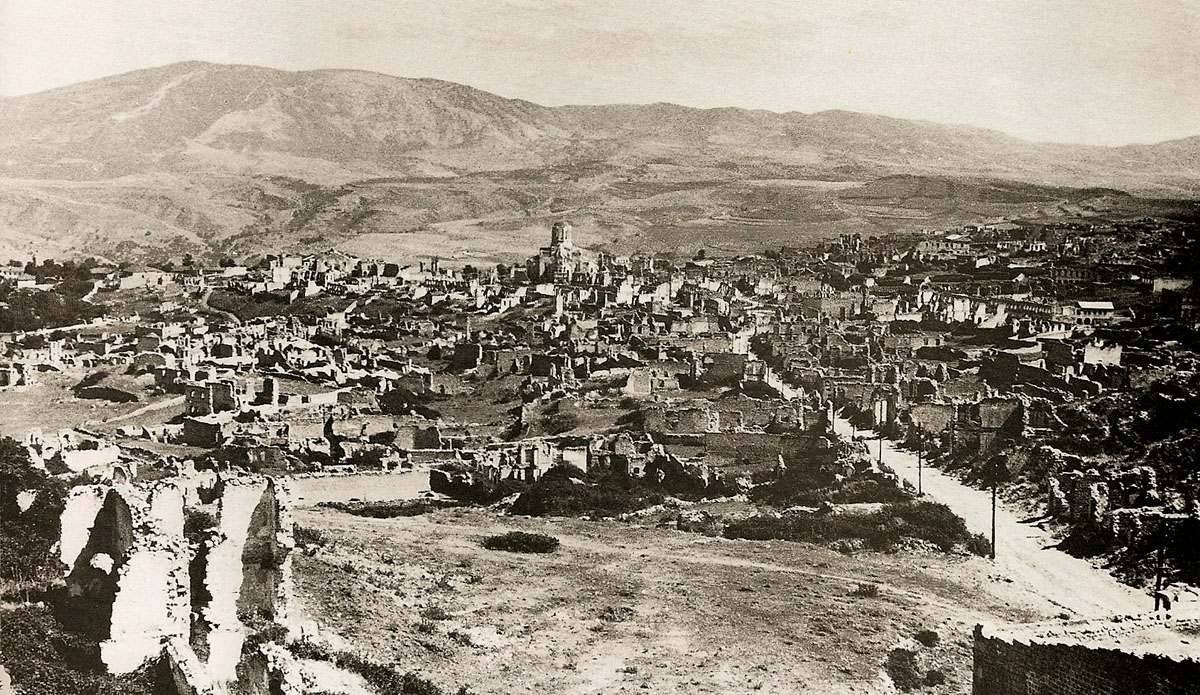
Руины армянских кварталов Шуши после его разрушения азербайджанской армией в 1920 году.

На протяжении всей истории в Азербайджане было множество случаев армянофобии. Между 1905 и 1907 годами в результате армяно-татарской резни погибли тысячи армян и азербайджанцев. По словам профессора истории Фируза Каземзаде, «невозможно возложить вину за массовые убийства ни на одну из сторон. Похоже, что в одних случаях первыми стреляли азербайджанцы, в других — армяне».
Волна антиармянской резни на контролируемых Азербайджаном территориях началась в 1918 году и продолжалась до 1920 года, когда и Армения, и Азербайджан присоединились к Советскому Союзу. Первого сентября 1918 года в Баку в ответ на мартовские события произошла резня армян, в результате которой погибло от 10 000 до 30 000 этнических армян. Позднее события были названы сентябрьскими. 5—7 июня 1919 года произошла резня армян в Кайбаликенде в Нагорном Карабахе. До 700 армян были убиты в результате резни, организованной генерал-губернатором Карабаха Хосров беком Султановым и возглавляемой его братом Султан беком Султановым. В марте 1920 года произошел погром шушинских армян в ответ на Новрузское нападение, совершенное армянами против местных азербайджанцев, а также против азербайджанской армии. Оценки числа пострадавших неопределенны и варьируются от нескольких сотен до 20 000—30 000 жертв. До и во время русской революции 1917 года армянофобия была основой азербайджанского национализма, и при советском режиме армян провозглашали козлами отпущения, на которых складывали ответственность за государственные, социальные и экономические недостатки Азербайджана. В советское время правительство СССР пыталось способствовать мирному сосуществованию двух этнических групп, но многие азербайджанцы возмущались высоким социальным статусом армян в Азербайджане, поскольку многие армяне считались частью азербайджанской интеллигенции. Однако когда разразился Карабахский конфликт, общественное мнение по отношению к другой в обеих странах ожесточилось.

## С начала карабахского конфликта
Карабахский конфликт начался с демонстраций в феврале 1988 года в Ереване с требованием присоединения Нагорно-Карабахской автономной области Азербайджанской ССР к Армянской ССР. Региональный совет Нагорного Карабаха проголосовал за выход из состава Азербайджана и присоединение к Армянской ССР. Эти события вызвали волну погромов (Сумгаитский погром, Армянский погром в Баку) и насильственных депортаций армян из Азербайджана и азербайджанцев из Армении. В период с 26 февраля по 1 марта в городе Сумгаит в течение четырёх дней происходили жестокие антиармянские беспорядки, в ходе которых было убито 32 человека. Власти Азербайджана не предприняли никаких мер для прекращения злодеяний, местная полиция не предприняла никаких действий Союз журналистов СССР охарактеризовал Сумгаитский погром и Тбилисские события как акты геноцида организованного советским режимом против собственного народа.
После нескольких дней непрекращающихся беспорядков московские власти заняли город десантниками и танками. Почти все 14 000 армян Сумгаита бежали из города после погрома. Британский журналист Томас де Ваал, опубликовавший в 2005 году документальную книгу « Черный сад» о карабахском конфликте, пишет: «Первое массовое насилие позднесоветской эпохи» был погромом армян в Сумгаите. В феврале 1988 г. на заседании Политбюро ЦК в Москве было официально признано, что массовые погромы и убийства в Сумгаите совершались по национальному признаку. Именно тогда академик Зия Буньядов, которого Том де Ваал называет в своей книге «самым выдающимся армянофобом Азербайджана», прославился своей статьей «Почему Сумгаит?» в котором он обвинил армянских жертв в организации погрома.
По оценке «Мемориала» Сумгаитский погром так и не получил должной оценки со стороны государства, что привело к дальнейшей эскалации конфликта. Хотя в действительности к судебной ответственности было привлечено 94 участника погромов — преимущественно подростков и юношей. Около восьмидесяти человек было осуждено. Один из них, Ахмед Ахмедов, был приговорён к смертной казни.
После Сумгаитской резни в Кировабаде (Гяндже), а затем в Баку в 1990 году произошли новые погромы. В ноябре 1988 года погром в Кировабаде был подавлен советскими войсками, что привело к полной миграции армян из Азербайджана.
Напряженность между двумя странами быстро росла. В январе 1990 года азербайджанские националисты организовали армянский погром в Баку, в результате чего было убито по меньшей мере 90 армян и изгнано почти 200 000 армян. По словам азербайджанского политолога Зардушта Ализаде ответственность за массовый погром несёт Народный фронт Азербайджана, так как по его словам, на одном из митингов НФА прозвучал призыв: «Да здравствует Баку без армян!».
В июле 1990 г. 130 интеллектуалов и ученых со всего мира подписали «Открытое письмо к международной общественности об антиармянских погромах в Советском Союзе», в котором говорилось:
Сам факт того, что эти погромы повторялись, и тот факт, что они следовали по одной и той же схеме, заставляет нас думать, что эти трагические события не являются случайными или спонтанными вспышками ... мы вынуждены признать, что преступления против армянского меньшинства стали постоянной практикой - если не последовательной политикой - в Советском Азербайджане.
Во время Карабахской войны 10 апреля 1992 года при штурме селе Марага (вместе с селом Маргушеван входило в общий поселковый совет Ленинаван) азербайджанскими вооружёнными формированиями произошло массовое убийство преимущественно мирных жителей, в результате чего погибло не менее 40 армян. Это событие вошло в историю как Резня в Мараге.

## После 1994 года

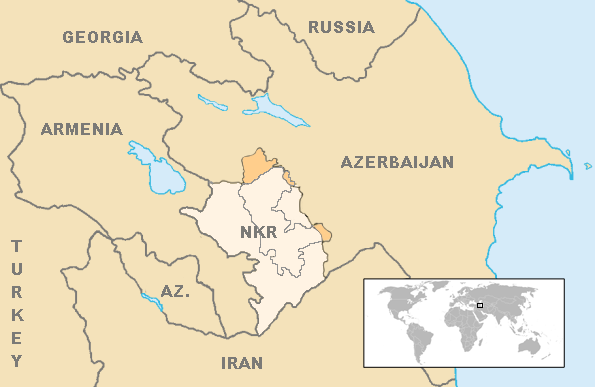
Границы конфликта после подписания перемирия 1994 года. Армянские силы Нагорного Карабаха до 2020 года контролировали часть территории Азербайджана за пределами бывшей Нагорно-Карабахской автономной области. С другой стороны, азербайджанские силы контролировали Шаумян и восточные районы Мартакерта и Мартуни, которые входили в НКАО.

С 1991 по 1994 год межэтнический конфликт перерос в широкомасштабные военные действия за контроль над Нагорным Карабахом и некоторыми прилегающими регионами. В мае 1994 года было подписано соглашение о прекращении огня, которое не привело к окончательному урегулированию территориального спора и удовлетворению всех сторон. Европейская комиссия против расизма и нетерпимости (ЕКРН) заявила, что «общий негативный климат» в Азербайджане является следствием «конфликта из-за Нагорного Карабаха».

### Влияние на азербайджанскую национальную идентичность
Российский историк, поэт, публицист Андрей Полонский, исследовавший формирование азербайджанской национальной идентичности в конце 1980-х — начале 1990-х годов, отмечал, что «карабахский кризис и нарастающая армянофобия способствовали формированию устойчивого образа врага, который в значительной степени повлиял на характер новой идентичности (первоначально агрессивно-победительной)».
Владимир Казимиров, представитель России в Нагорном Карабахе с 1992 по 1996 год, сопредседатель Минской группы ОБСЕ, неоднократно обвинял определённые силы в Азербайджане, вплоть до уровня властей, в разжигании антиармянских настроений. В начале 2004 года, характеризуя десятилетие после заключения режима прекращения огня, Казимиров заявил:
Оказавшись в состоянии длительного дискомфорта, Баку фактически начал проводить политику тотальной «холодной войны» против армян. Все виды экономических «амортизаторов», а также любые контакты с армянами (даже на общественном уровне) отвергаются с самого начала, а те, кто поддерживает эти контакты, преследуются. В просвещенном советском государстве кто-то был бы вполне готов привить такие настроения, как фундаментализм, реваншизм и армянофобия, которые как таковые только препятствуют устранению как причин, так и последствий конфликта. В настоящее время растет фанатизм и экстремизм даже на уровне неправительственных организаций.

### В прессе
ЕКРН отмечает, что основные СМИ Азербайджана «крайне критичны, не проводят четкого различия между этим государством и лицами армянского происхождения, подпадающими под юрисдикцию Азербайджана». В «разжигании негативных чувств среди общества к армянам» также вовлечены определённые телеканалы, известные граждане, политики, а также местные и национальные власти. По мнению комиссии, антиармянские предубеждения «настолько сильны, что описание кого-либо в качестве армянина в СМИ считается большинством азербайджанцев как оскорбление, оправдывающее возбуждение судебного дела в отношении лиц, сделавших такие заявления». В СМИ также широко освещаются некоторые заявления азербайджанских общественных и государственных деятелей, демонстрирующие нетерпимость. В 2008 году религиозный лидер мусульман Кавказа Аллахшукюр Пашазаде заявил, что «ложь и предательство в крови у армян».
Как отмечает азербайджанский журналист Башир Китачаев, армяне всегда негативно упоминаются в азербайджанских СМИ и представляются в школьных учебниках как гнусные исторические враги, предающие азербайджанцев

### Воспитание в школах и детских садах
Бешеные армяне ржавыми плоскогубцами вырывали языки тем, кто не хотел читать, раздевали их и издевались над ними
В учебнике истории за девятый класс армяне названы лицемерами. В учебнике по литературе для пятого класса утверждается, что армяне годами воровали у азербайджанцев всё — музыку, кулинарные рецепты, ковры. В некоторых азербайджанских школах детей воспитывают лозунгом «Родине — служение, народу — верность, врагу — ненависть, ненависть, ненависть!».
Азербайджанский историк Ариф Юнус заявил, что азербайджанские школьные учебники маркируют армян такими эпитетами, как «бандиты», «агрессоры», «предатели» и «лицемеры», позднее его и его жену правозащитницу Лейлу Юнусову обвинили в шпионаже в пользу Армении и посадили в тюрьму. При этом государственные СМИ утверждали, что армянская мать Юниса «привила ему ненависть к азербайджанцам». В то же время азербайджанские авторы пытались оправдать использование ими языка ненависти в отношении армян. Так Тофик Велиев, заведующий кафедрой истории славянских стран Бакинского государственного университета, заявил, что использовал негативные выражения в адрес армян для передачи правды.
Ясемин Килит Аклар в своем исследовании «Народ и история в учебниках Азербайджанской школы» приходит к следующему выводу:
Официальные учебники Азербайджана злоупотребляют историей для разжигания ненависти и чувства этнического и национального превосходства. Армяне … преподносятся как исторические враги и высмеиваются в очень жесткой форме (В учебнике истории для пятого класса) Ата Юрду вызывает прямую неприязнь к армянам и русским. Даже если усилия по установлению мира в Нагорном Карабахе увенчаются успехом, как можно представить его существование? Как может новое поколение жить с армянами в мирном сосуществовании после насаждения таких предрассудков? На данный момент гражданский национализм, о котором говорят азербайджанские официальные лица, кажется далеким мифом или всего лишь риторическим приемом.
В некоторых школах и детских садах эйфория вызванная победой во Второй карабахской войне приобрела черты ксенофобской агитации. В ряде детских садах во время мероприятиий связанных с карабахской войной уроки могут начинаться кричалками про ненависть. Зафиксированы случаи, когда дети в школах рисовали «Байрактары» — турецкие беспилотники, сыгравшие значимую роль в войне 2020 года. Министерство образования Азербайджана в ответ на запрос Би-Би-си, прокомментировать данные факты, назвал это «художественными примерами, отражающими борьбу, ведущуюся в сфере обеспечения территориальной целостности Азербайджана, признанной в международном сообществе».

### Случаи проявления нетерпимости в спорте
В 2011 году, во время чемпионата мира в Баку, армянского боксера на ринге закидали камнями активисты из организации «Освобождения Карабаха». Как заявил её председатель Акиф Наги акция была спланирована заранее, а цель их акции — помешать участию армян в соревновании
В марте 2015 года, на кубке мира в Москве, азербайджанский самбист Бахтияр Аббасов в полуфинале турнира проиграл армянскому спортсмену Ашоту Даниэляну. Последний впоследствии выиграл кубок мира, а азербайджанец стал бронзовым призёром. На церемонии награждения во время звучания армянского гимна, Абассов демонстративно присев на корточки оставался в таком положении вплоть до окончания гимна Армении. Впоследствии азербайджанский спортсмен прокомментировал свои действия сказав что сел намеренно, и при случае повторит это снова. Добавив что если кто-то из азербайджанцев остался бы стоять на ногах, значит он не азербайджанец. Поступок Аббасова подвергся критике российской, европейской и международной федерациями самбо. Азербайджанский самбист был лишен бронзовой медали кубка мира и отстранен от соревнований по самбо на три года.

В 2020 году во время эскалации военных действий в Нагорном Карабахе, пресс-секретарь азербайджанского футбольного клуба — Нурлан Ибрагимов, в одной из соцсетей оставил следующую запись: 
«Мы должны убить всех армян — детей, женщин и стариков. Мы должны убить их, не делая различий. Никакой жалости. Никакого сострадания».
 Пост получил широкое распространение среди армян, увидевших в нём свидетельство глубокой ненависти, насаждаемой в Азербайджане. Сам футбольный чиновник, за призыв к насилию, был пожизненно отстранен от футбола европейским футбольным комитетом УЕФА.

### Уничтожение культурного наследия
По данным Министерства юстиции США :
Несмотря на конституционные гарантии против религиозной дискриминации, по всему Азербайджану были зарегистрированы многочисленные акты вандализма против Армянской Апостольской церкви. Эти действия явно связаны с антиармянскими настроениями, выявленными войной между Арменией и Азербайджаном.
Начиная с 1998 года, Армения начала обвинять Азербайджан в том, что он начал кампанию по уничтожению кладбища с армянскими резными хачкарами на армянском кладбище в Джульфе. Как армянские, так и международные организации подали несколько обращений, осуждающих правительство Азербайджана и призывающих его воздержаться от такой деятельности. В 2006 году Азербайджан запретил европейским парламентариям расследовать эти утверждения, обвинив их в «предвзятом и истерическом подходе» к этому вопросу и заявив, что он примет делегацию только в том случае, если эта делегация также посетит контролируемую Арменией территорию. Весной 2006 года приезжий журналист из Института освещения войны и мира сообщил, что никаких видимых следов армянского кладбища не осталось. В том же году фотографии, сделанные из Ирана, показали, что кладбище было превращено в военный полигон.
В ответ на то, что Азербайджан запретил проводить исследования на месте сторонними группами, 8 декабря 2010 года Американская ассоциация содействия развитию науки (AAAS) опубликовала анализ спутниковых фотографий с высоким разрешением, сделанных на месте кладбища в Джульфе в 2003 и 2009 годах. AAAS пришел к выводу, что спутниковые снимки согласуются с сообщениями наблюдателей на местах, что «значительные разрушения и изменения в уровне местности» произошли в период с 2003 по 2009 год, и что территория кладбища "вероятно, была разрушена, а позже выровнена. землеройным оборудованием.
За годы независимости Республики Азербайджан, на территориях подконтрольных правительству, были снесены армянские церкви:
- Монастырь Таргманчац (Норакерт)
- Церковь Святого Григория (Азнаберд)
- Церковь Святого Иоанна Крестителя (Верхний Агулис)
- Церковь Пресвятой Богородицы (Алиабад)
- Монастырь Святого Акопа (Парака)
- Монастырь Святого Месропа Маштоца (Насирваз)
- Монастырь Пресвятой Богородицы
- Монастырь Святого Карапета (Абракунис)
- Церковь Святого Геворга (Нахичевань)
- Церковь Святого Акопа (Шорот)
- Церковь Святого Степаноса (Нижний Агулис)
- Монастырь Святого Степаноса(Нахичевань)
- Церковь Пресвятой Богородицы (Агбулаг)
- Церковь Святого Акопа Айрапета (Верхний Агулис)
- Монастырь Пресвятой Богородицы (Верхний Агулис)
- Церковь Святого Григора (Гах)
- Церковь Святого Григория (Гёмюр) и др.

### Случаи насилия и ненависти
В 2004 году азербайджанский лейтенант Рамиль Сафаров убил топором спящего армянского лейтенанта Гургена Маркаряна во время программы НАТО «Партнерство ради мира». В 2006 году Сафаров был приговорен к пожизненному заключению в Венгрии с минимальным сроком лишения свободы 30 лет. После его запроса в соответствии со Страсбургской конвенцией он был экстрадирован 31 августа 2012 года в Азербайджан, где был встречен как герой, помилован президентом Азербайджана, несмотря на противоположные заверения, данные Венгрии, повышен в звании до майора, получил квартиру и более восьми лет выплаты зарплаты. После этого инцидента Республика Армения разорвала все дипломатические отношения с Венгрией.
4 апреля, во время армяно-азербайджанских столкновений 2016 года, в СМИ появились сообщения о том, что азербайджанские силы обезглавили армянского солдата езидского происхождения Карама Слояна, и, что видео и фотографии его отрубленной головы были размещены в социальных сетях. Минобороны Азербайджана опровергло эту информацию и заявило, что все тела армянских солдат были переданы в присутствии международных наблюдателей, и следов насилия на телах обнаружено не было.

### Запрет на въезд в Азербайджан
Правительство Азербайджана осуждает любые визиты иностранных граждан в сепаратистский регион Нагорного Карабаха (де-факто Нагорно-Карабахская Республика), прилегающие к нему территории и азербайджанские анклавы Карки, Юхары Оскипара, Бархударлы и Софулу которые де-юре являются частью Азербайджана и находятся под контролем Армении, за исключением случаев выдачи визы или официального разрешения властями Азербайджана. Азербайджан считает въезд на эти территории через Армению (как это обычно бывает) нарушением своей визовой и миграционной политики. Иностранным гражданам, въезжающим на эти территории, будет навсегда запрещен въезд в Азербайджан, и они будут включены в список лиц, которые являются персонами нон грата Министерством иностранных дел Азербайджана.
Помимо лиц, объявленных персонами нон грата, запрещен въезд в страну людям, имеющим этническую армянскую принадлежность, в других странах такой политики не встречается. Диане Маркосян, журналистке с американским и российским гражданством, которая также является этнической армянкой, не разрешили въезд в Азербайджан из-за её этнической принадлежности в 2011 году Заферу Зояну, этническому турецкому профессиональному армрестлеру, запретили въезд в Азербайджан, потому что его фамилия похожа на армянскую.
В конце октября 2011 начальник управления экспортных продаж ОАО АвтоВАЗ Сергей Гюрджиан, должен был вылететь из Москвы в Баку на открытие автосалона Lada. Оджнакоон не был допущен на борт авиакомпании «Азербайджанские авиалинии» в аэропорту Домодедово. Несмотря на то что он родился в России и всю жизнь прожил в Москве, ему дали понять, что отказали в посадке на борт из-за его армянской фамилии. Представитель авиакомпании заявил Гюрджиану что «есть указание руководства — пассажиров с армянскими фамилиями не регистрировать». Правозащитники отмечают, что недопуск граждан РФ с армянскими фамилиями на территорию Азербайджана является «не исключением из правил, а тенденцией». Однако в данном случае инцидент дошел до администрации президента РФ, где его охарактеризовали как «беспредел».

### Риторика руководства Азербайджана

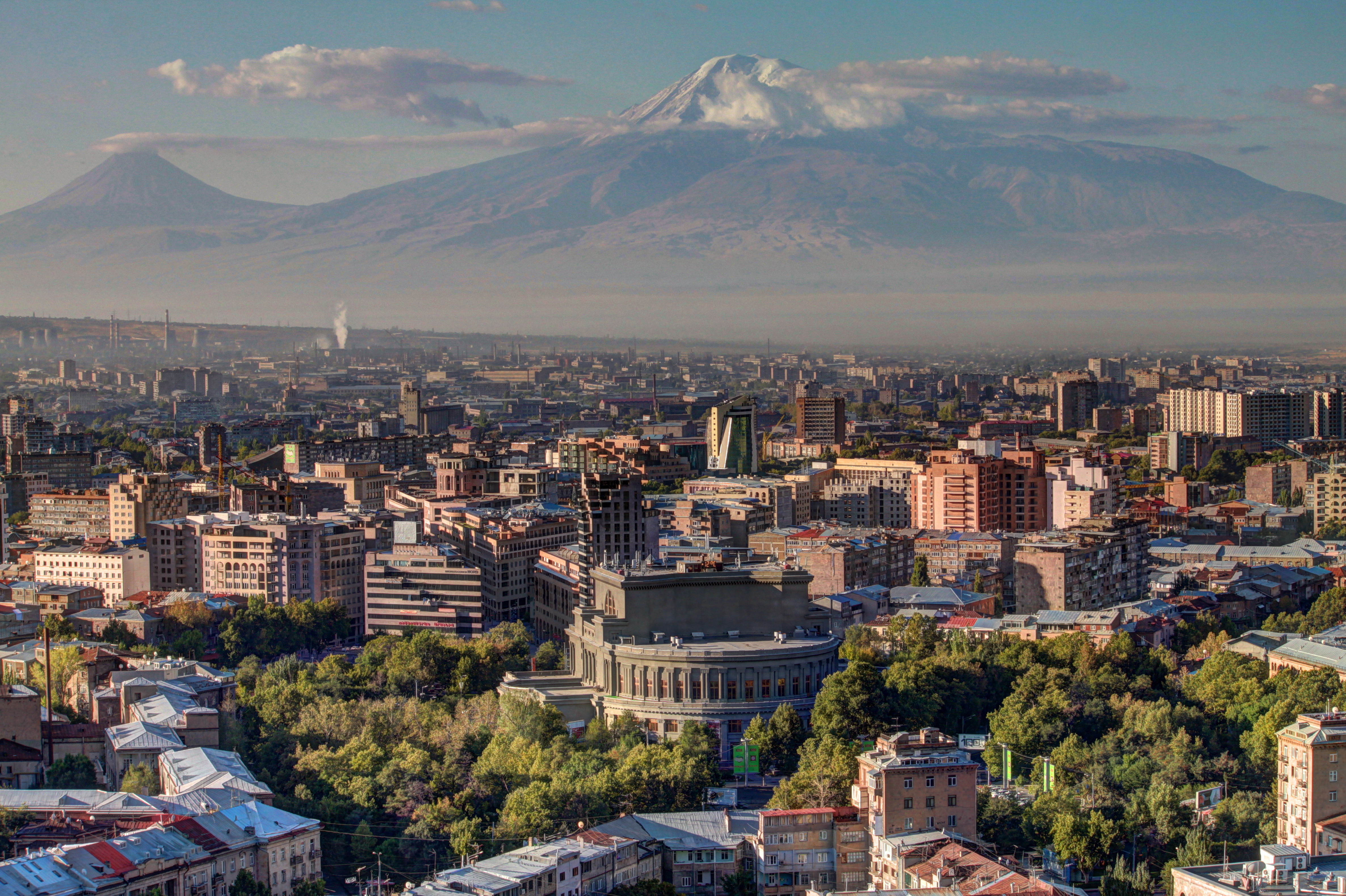
Слова президента Ильхама Алиева о том, что столица Армении Ереван «была подарком армянам в 1918 году. Это была большая ошибка. Иреванское ханство было азербайджанской землей, армяне были здесь гостями».

22 мая 2002 года во время встречи с бригадным генералом ВС США Лесли Фуллером Минобороны Азербайджана Сафар Абиев заявил следующее: «В 1828 году впервые царской Россией за счет азербайджанских земель была создана „армянская область“… Армянское государство было создано с целью отделить Азербайджан от Турции»
4 августа 2004 Рамиз Меликов, пресс-секретарь министра обороны Азербайджана Сафара Абиева, заявил Радио Свободы: «В ближайшие 25 лет на Южном Кавказе не будет государства Армения. Этот народ … не имеет права жить в регионе. Современная Армения построена на исторических азербайджанских землях. Я думаю, что в течение 25-30 лет её территория опять перейдёт под юрисдикцию Азербайджана»
28 февраля 2012 года в своем заключительном слове на конференции по итогам третьего года реализации Государственной программы социально-экономического развития районов на 2009—2013 годы президент Азербайджана Ильхам Алиев заявил:
... есть силы, которые не любят нас - наши недоброжелатели. Их можно разделить на несколько групп. Во-первых, наши главные враги - мировые армяне и находящиеся под их контролем лицемерные и коррумпированные политики.
Фраза Алиева о том, что «наши главные враги — мировые армяне и находящиеся под их контролем лицемерные и коррумпированные политики», широко освещалась в международных СМИ.
Спикер правящей в то время Республиканской партии Армении сказал в ответ: «Алиев своими циничными заявлениями показывает, что в 21 веке все ещё есть сторонники фашизма и что эта идеология процветает благодаря таким лидерам, как он», добавив, что "высказывания [Алиева] напоминают таковые в 1930—1940-е годы Гитлера «.
В том же году в твиттере азербайджанский президент заявил, что „Армения как страна не представляет никакой ценности“. А в 2015 году Ильхам Алиев ещё более жестко высказался в соцсетях записав следующее: „Армения даже не колония, она не достойна быть даже слугой“.
23 марта 2015 года Министр обороны Азербайджана заявил следующее: „Я четко говорю, что мы уничтожим 70 % противника в первой атаке. У нас есть много оружия и техники, если мы нанесем удар по Армении, они не смогут восстановиться в течение сотен лет. Армяне должны понять это и добровольно покинуть наши земли“.
Как отмечает профессор Ханс Гутброд, даже не смотря возможность предоставления автономии, у карабахских армян имеются законные опасения в своем будущем, вызванные плохим отношением к ним. По словам немецкого профессора мир возможен при последовательном уважении к потенциальному партнеру, а это уважение отсутствует. Не способствуют укреплению мира и периодические высказывания президента Азербайджана по адресу армян и Армении. Во время войны 2020 года переименование деревень на азербайджанский лад, обстрелы мирных жителей, присвоение беспилотникам названий „охотники за собаками“- все эти методы имели цель одержать как можно более унизительную победу над Арменией

### Позиция по геноциду армян
Правительство Азербайджана официально отрицает применимость слова «геноцид» к геноциду армян 1915 года.

### Оценка официальной политики Азербайджана
По словам главного редактора журнала „Россия в глобальной политике“ Федора Лукьянова, армянофобия — институциональная часть современной азербайджанской государственности, и Карабах находится в её центре.
В 2011 году в отчете ЕКРН по Азербайджану говорилось, что „постоянный негативный дискурс официальных лиц и средств массовой информации“ против Армении способствует „формированию негативного климата мнений в отношении людей армянского происхождения, которые остаются уязвимыми для дискриминации“.
Во время слушаний в Палате представителей США в 2009 году конгрессмен Ховард Берман сказал, что он „глубоко обеспокоен серией все более воинственных заявлений, сделанных за последний год по поводу Нагорного Карабаха высокопоставленными азербайджанскими официальными лицами“.

## Международная реакция

### Армения
В 2011 году бывший президент Армении Серж Саргсян в своем выступлении на Генеральной Ассамблее ООН сказал:
Баку превратил армянофобию в государственную пропаганду, причем на уровне, который уже далеко не опасен. Это не только наша оценка; тревогу забили и международные структуры, специализирующиеся на борьбе с расизмом и нетерпимостью. Еще более опасно то, что среди молодого азербайджанского поколения распространяются армянофобские идеи, ставящие под угрозу будущее мирного сосуществования
В мае 2011 года заместитель министра иностранных дел Армении Шаварш Кочарян предположил связь между высоким уровнем антиармянских настроений в Азербайджане и низким уровнем демократии в этой стране, заявив, что „руководство Азербайджана не смогло найти фактора для объединения вокруг люди вокруг его наследственного режима, кроме простой армянофобии“.
7 октября 2008 года в заявлении Министерства иностранных дел Армении для Бюро по демократическим институтам и правам человека ОБСЕ утверждалось, что „антиармянская пропаганда становится все более и более важной частью официальной политики Азербайджана“. В заявлении правительство Азербайджана обвинялось в „разработке и проведении широкомасштабной пропагандистской кампании, распространении расовой ненависти и предубеждений в отношении армян“. Такое поведение азербайджанских властей создает серьёзную угрозу региональному миру и стабильности» и сравнил Азербайджан с нацистской Германией, заявив, что «нельзя не проводить параллели с во многом аналогичной антиеврейской истерией в Третьем рейхе в 1930-х и начале 1940-х годов, где также были очевидны все вышеупомянутые элементы явной расовой ненависти».
Армянская сторона также заявила, что правительство Азербайджана «активно использует академические круги» для «искажения и переписывания исторических фактов». Он также обвинил Азербайджан в «вандализме против армянских культурных памятников и кладбищ на землях, исторически заселенных армянами, а также против мемориалов геноцида армян во всем мире» и назвал разрушение армянского кладбища в Джульфе «самым ужасным случаем».
Так же Армянская сторона обвинила правительство Азербайджана в проведении антиармянской политики внутри и за пределами страны, которая включает пропаганду ненависти к Армении и армянам и уничтожение армянского культурного наследия.
Защитник прав человека в Армении Арман Татоян 14 февраля на своей странице в Facebook опубликовал ряд снимков заявлений Алиева и привел следующие высказывания азербайджанского лидера об армянах:
1) «Мы продолжим гнать этих обманщиков (подразумеваются армяне). Они видят, что мы преподали им урок, который они никогда не забудут».
2) «Они не имеют ни совести, ни морали».
3) «Они даже лишены разума».
4) «30 лет он (имеет в виду Карабах и особенно Физули (Варанда)) был в руках диких монстров, диких зверей, шакалов».
5) «Руины Физули демонстрируют армянский фашизм и свидетельствуют о нём».
6) «Кажется, что городом владело дикое племя».
7) «Мы должны ещё упорнее бороться с Арменией, наращивать интенсивность борьбы».
При этом Татоян подчеркнул, что аналогичные формулировки использовали азербайджанские военные в видеороликах, где они убивали, пытали и бесчеловечно относились к армянским военнослужащим и гражданским лицам.
Подробности заявлений Алиева, которые касаются ненависти и вражды в отношении этнических армян, по словам Татояна, представлены в подготовленном в 2020 году совместном докладе омбудсменов Армении и Карабаха. Правозащитник убежден, что эти высказывания Алиева стали в ходе войны причиной пыток и нечеловеческого отношения к армянам со стороны вооружённых сил Азербайджана.

### Азербайджан
28 ноября 2012 года во время Обзорной конференции ОБСЕ делегация Азербайджана заявила, что "Армения не должна упускать из виду, что наиболее убедительным опровержением её лживых обвинений Азербайджана в антиармянской пропаганде и распространении ненависти, несомненно, является тот факт, что, в отличие от Армении, которая очистила свою территорию от всех азербайджанцев и других неармян и стала уникальным моноэтническим государством. Азербайджан имеет всемирно признанный рекорд терпимости и мирного сосуществования различных этнических и религиозных групп. Эта традиция берет свое начало в географическом положении страны на перекрестке дорог между Востоком и Западом, что создало возможности для азербайджанского народа воспользоваться культурными и религиозными ценностями различных культур и религий "
22 июня 2011 года Ильхам Алиев и председатель Европейской комиссии Жозе Мануэль Баррозу дали совместную пресс-конференцию, на которой журналист Радио Свободная Европа спросил:
- В: «У меня только один вопрос господину Алиеву, если можно. Ваш армянский коллега только что обратился сегодня к Совету Европы и в основном сказал, что усиление армянофобии в Азербайджане, а также сомнительное отношение Азербайджана к Мадридским принципам могут стать проблемой в Казани через два дня. Не могли бы вы дать реакцию на эти комментарии?»
- О: «Ну, я этого не слышал. Я слышу это от вас. Если это было сказано, то очень жаль, потому что человек, лично участвовавший в боевых действиях против азербайджанского мирного населения в Ходжалы, говорит об армянофобии в Азербайджане. Это очень смешно. Азербайджанцы стали жертвами агрессии. Наши земли оккупированы. Армения проводила политику этнической чистки в отношении азербайджанцев, и 700 000 азербайджанцев были изгнаны с территорий за пределами административных границ Нагорного Карабаха»[112]